# 伊達宗純
伊達 宗純（だて むねずみ）は、江戸時代前期の大名。伊予国吉田藩初代藩主。

## 生涯
寛永13年（1636年）、伊予宇和島藩初代藩主・伊達秀宗の五男として宇和島藩江戸藩邸にて誕生。母は吉井氏。
明暦3年（1657年）、父・秀宗より3万石を分知され、伊予吉田藩初代藩主となる。性格は驕慢であったと言われ、吉田藩立藩の経緯からして多事に富んでいる。
3万石分知の経緯については諸説ある。秀宗は宗純を寵愛しており、父・政宗が没するまで支出していた隠居料3万石を宗純のために分知した、と一般に言われているが、2人の兄が相次ぎ早逝する中で世継ぎとなった兄の宗利（秀宗三男）を妬んだ宗純が、陸奥国仙台藩分家の伊達宗勝（政宗十男で秀宗の弟）と共謀し、秀宗の遺言書を偽造したという話も伝わる。この分知以降、宇和島宗家とは対立する。伊達騒動においては流罪となった伊達宗興（宗勝の嫡男）の正室、子供を預かった。
元禄4年（1691年）、家督を次男・宗保に譲り隠居し、宝永5年（1708年）に死去した。享年71。

## 治世
ある年、宗純が病に倒れた際、医者として吉田藩領内に滞在していた土佐藩浪人・山田仲左衛門は宗純を診療、全快させた。
仲左衛門は文武に通じ、宗純は仲左衛門に100石を知行、後に200石に加増し重用した。仲左衛門は宗純を説き、財政政策として高禄の譜代重臣の改易を繰り返させたため、仲左衛門と譜代勢力が激しく対立し、家中は動揺した。遂には仲左衛門の暗殺未遂、更には本家筋の仙台藩への直訴へと発展し、仲左衛門は仙台藩へお預けとなった（山田騒動）。
この騒動の事後処理に宇和島藩が関わっており、宇和島藩と和解するに至った。一説では、この騒動を好機として宇和島藩は吉田藩への干渉を強めたとされる。

## 系譜
- 父：伊達秀宗（1591 - 1658）
- 母：吉井氏
- 正室：酒井宮内大輔忠勝の娘
- 室：奥村氏
  - 次男：伊達宗保（1673 - 1693）
- 生母不明の子女
  - 長男：小次郎
  - 女子：池田由道正室
  - 女子：
- 養子
  - 女子：京極高令室 - 伊達宗職の娘